# Nueva Jarilla

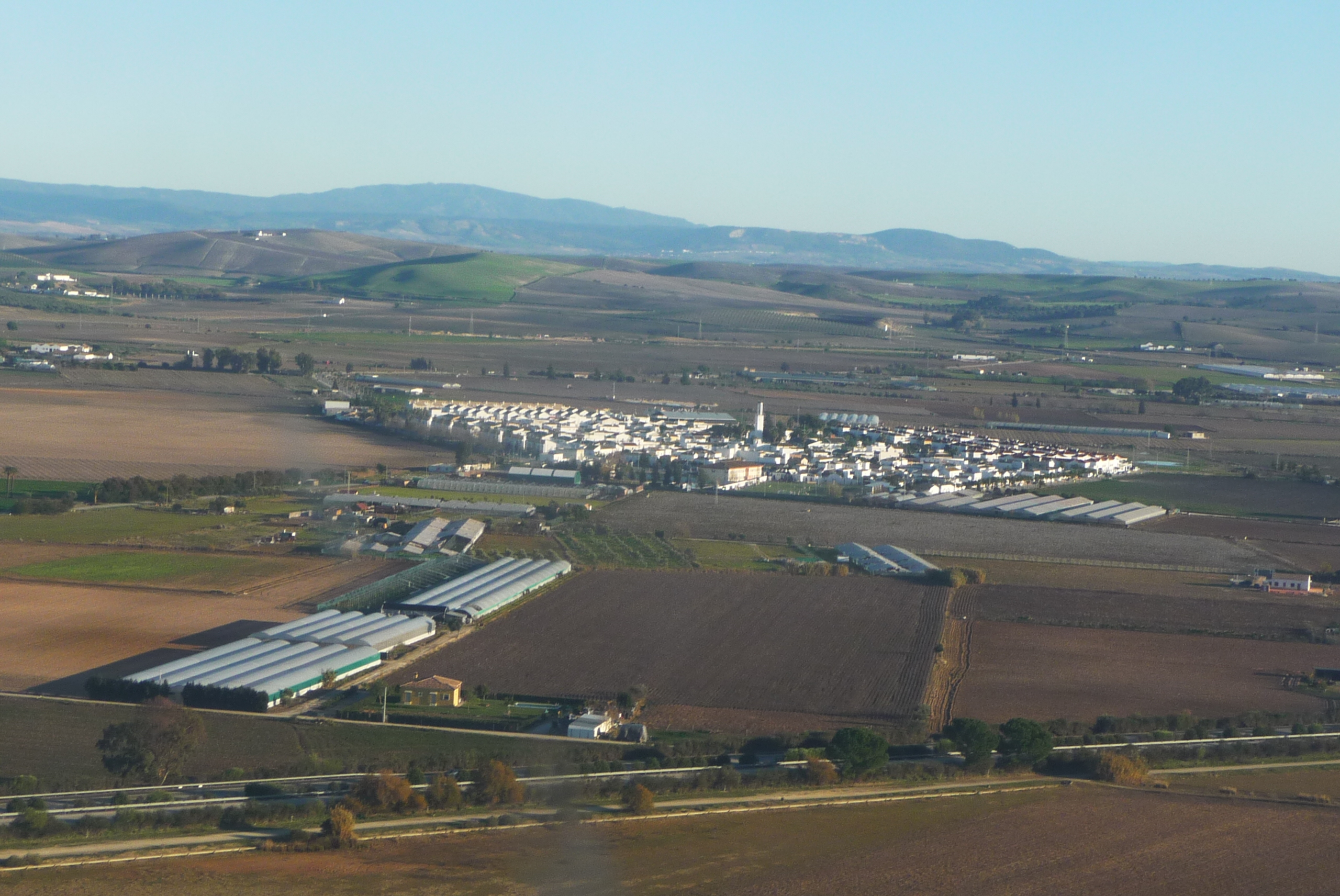
Nueva Jarilla al aterrizar en el Aeropuerto de Jerez.

Nueva Jarilla es una entidad local autónoma (ELA), perteneciente al municipio de Jerez de la Frontera, en la comunidad autónoma de Andalucía, España. Se encuentra situado a 15 kilómetros al noreste del centro de Jerez y muy cerca de su Aeropuerto. Esta ELA tiene una media de habitantes, entre los años 2000 y 2017, de 1.368 y su gentilicio es neojarillense o neojarillensa. 

## Historia

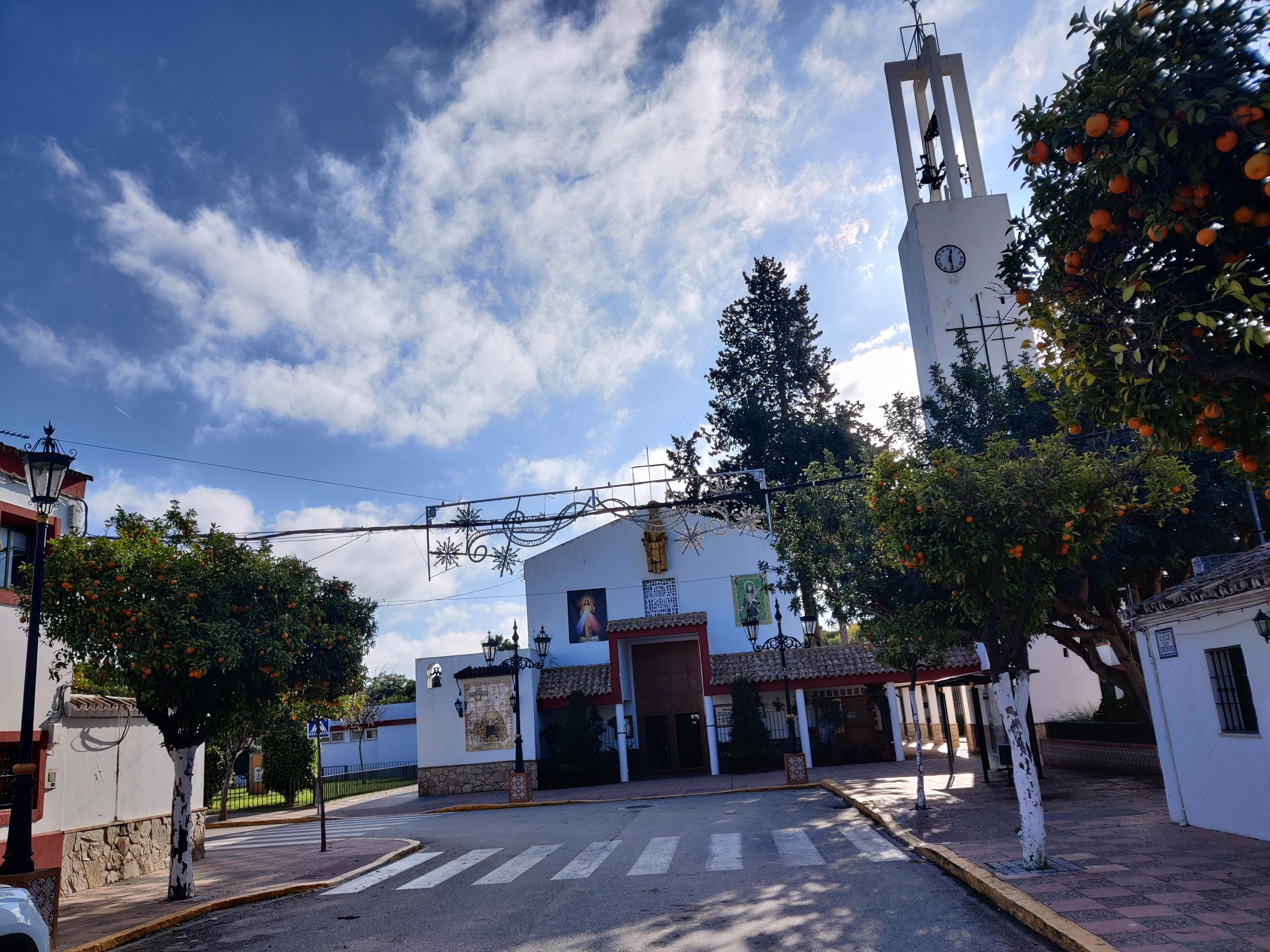
Iglesia

Englobado en la misma reforma agraria en la que nacerían la mayoría de los núcleos urbanos de la zona rural de Jerez, en los años 50, durante el gobierno franquista, y tras decisión del Instituto Nacional de Colonizaciones, se funda Nueva Jarilla. Su nombre se debe a la cercanía de varias fincas cercanas llamadas Jara, Jarilla y Jareta y donde trabajarían los primeros jornaleros que se establecieron en el núcleo urbano.
Aproximadamente el 80% de los colonos procedían de Rota, como consecuencia de las expropiaciones a mayetos para construir la base naval. Es por ello la asunción de los patrones San Isidro Labrador y la Virgen del Rosario, propios de esta localidad. El resto de colonos eran de Alcalá del Valle. Además de Arcos de la frontera, Algodonales, Paterna de Rivera, Granada, Jerez de la Frontera y una única familia que procedía de Almonte, provincia de Huelva. Al principio estos colonos vivían en barracones, unos edificios situados en la entrada del pueblo, mientras se finalizaba su construcción. Una vez finalizada, a cada familia se le entregó una vivienda, ganado y una parcela de 6 hectáreas aproximadamente. El mayoral de colonización vigilaba que las parcelas funcionasen adecuadamente, si alguna familia no sembraba y no cumplía con el modelo de agricultor de aquella época, podía ser expulsada previo expediente.
Durante los años 80 la empresa Esso buscó petróleo, y debido a esos estudios se ha descubierto un filón enorme de sal mineral justo en el término de la localidad, haciéndose una previsión de cerca de un billón de kilos de sal mineral (actualmente el proyecto esta en fase de estudio medioambiental).

## Demografía
El siguiente gráfico representa la evolución demográfica de la pedanía. En 2019 contaba con algo más de 1600 habitantes.
| Gráfica de evolución demográfica de Nueva Jarilla entre 1991 y                          |
|                                                                                         |
| Fuente: Instituto Nacional de Estadística de España - Elaboración gráfica por Wikipedia |

## Economía

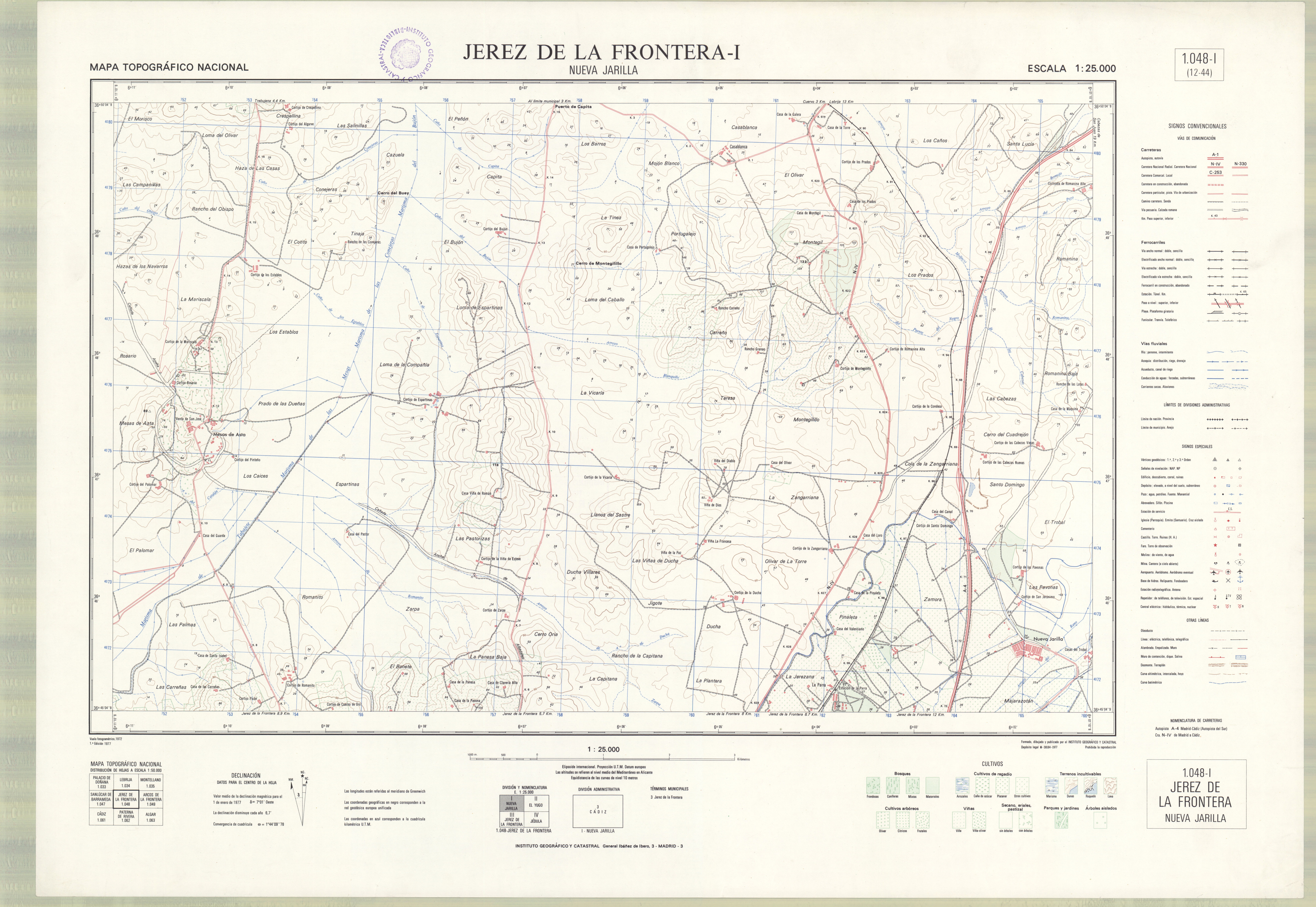
Mapa en 1977

La ocupación principal de sus habitantes era la agricultura y la ganadería. Aunque actualmente existen otros sectores, como la construcción o el sector servicio que han ido teniendo mayor afluencia laboral.

## Servicios
- Colegio público.[8]
- Teatro municipal, dónde se celebra el Día Internacional de la Mujer Rural[9]
- Cementerio, actualmente sin uso[10]

- Consultorio médico.
- Farmacia.
- Cooperativa agrícola y ganadera.
- Campo de fútbol.
- Polideportivo cubierto.

## Fiestas
La romería de San Isidro Labrador se celebra en las fechas próximas al 15 de mayo , la feria a finales de septiembre , día de Andalucía y en los últimos años se está potenciando el carnaval, no olvidar el día de la patrona (Virgen del Rosario), también cabe destacar el belén viviente que es referencia en la campiña jerezana.
Desde 2017 se celebra el festival de los huevos fritos con chorizo

## Personalidades destacadas
- Manuel González Revidiego, premiados en la Semana de los Mayores de Jerez 2017 (entregado por el Consejo Local del Mayor) por su labor en la asociación Cabezas de Familia[13]
- Paquita Jiménez, fundadora y presidenta de la Asociación de Mujeres de Nueva Jarilla (Amunja)[14]
- Jesús Lozano "Lozano", cantante natural de Nueva Jarilla y excomponente del famoso dúo CORTÉS intérpretes de la sintonía de la serie andaluza ARRAYÁN (Canal Sur) y del éxito YO SOY EL AMANTE. Actualmente, en solitario presentó una versión del popular QUITÉMONOS LA ROPA de Alexandre Pires y en julio de 2024 presentó su último single QUIERO QUE ME ENREDES de composición propia y estilo latino con ritmos aflamencado por tangos.